# Ecdyonurus olgae
Ecdyonurus olgae is een haft uit de familie Heptageniidae. De wetenschappelijke naam van de soort is voor het eerst geldig gepubliceerd in 2004 door Alba-Tercedor & Derka.
De soort komt voor in het Palearctisch gebied.